# Giuseppe Giulietti (homme politique)
Pour les articles homonymes, voir Giuseppe Giulietti.
Giuseppe Giulietti, dit Beppe (Rome, 19 octobre 1953), est un journaliste, syndicaliste et homme politique italien.

## Biographie
Né à Rome, il fréquente l'école primaire à Naples, le collège et le lycée classique à Venise, et est diplômé en littérature dans la capitale, avec une thèse sur l'histoire des religions consacrée aux anabaptistes

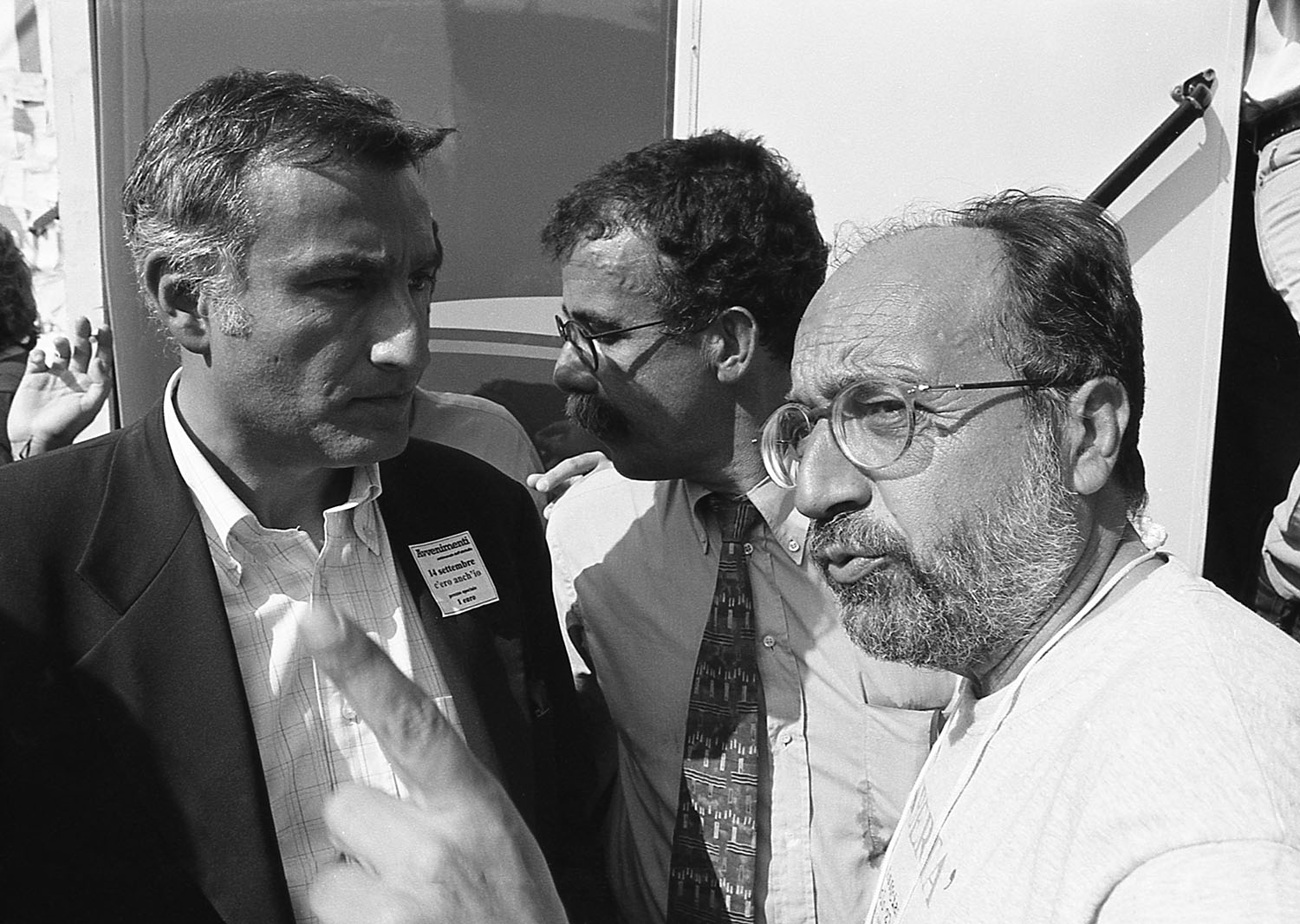
Giuseppe Giulietti avec Piero Marrazzo et Sandro Ruotolo lors de la manifestation pour la liberté de la presse à Piazza San Giovanni, Rome 14 septembre 2002

Il entre à la RAI par le biais d'un concours pour stagiaires en 1979, et devient titulaire en janvier 1982 ; il est inscrit à l'Ordre des journalistes de la Vénétie.
Il a également été correspondant de La Domenica Sportiva, et après un congé pour des mandats parlementaires, il reprend son service au sein de l'entreprise publique de radio et de télévision en 2013, affecté à Testata Giornalistica Regionale di Venezia, où il a passé une décennie au début de sa carrière, et où il travaille comme rédacteur ordinaire jusqu'à sa retraite (2017).
Il tient un blog sur le site "Il Fatto Quotidiano".

### Activité syndicale
Il débute comme conseiller du syndicat des journalistes de Vénétie, et comme conseiller de la Fédération nationale de la presse italienne (Federazione Nazionale Stampa Italiana - FNSI), le syndicat de la catégorie, dont il est vice-secrétaire ; de 1989 à 1992, il est secrétaire d'Usigrai, le syndicat de base des journalistes de la RAI.
Toujours engagé dans la défense d'une communication libre et transparente, il est l'un des fondateurs, en 1986, du Gruppo di Fiesole, un laboratoire d'idées qui a ensuite inspiré le mouvement syndical Autonomie et Solidarité, et en 2002 de l'association Articolo 21, liberi di..., dont il a également été le porte-parole.
Élu le 16 décembre 2015 président de la FNSI, il est réélu le 15 février 2019 pour la période de quatre ans 2019-2023.

### Activité politique
Député de la douzième à la seizième législature, il est député pour la première fois en 1994 (indépendamment des Progressisti) et est réélu pour quatre autres mandats, toujours à la Chambre, sur les listes du Parti démocrate de la gauche (Partito Democratico della Sinistra - PDS), puis des Démocrates de gauche (Democratici di sinistra - DS) et enfin d'Italie des valeurs (Italia dei Valori - IDV), en rejoignant leurs groupes parlementaires respectifs ; le 29 juillet 2009, il quitte le groupe parlementaire d'Italia dei Valori pour rejoindre le groupe Misto.
Au cours de ses dix-neuf années de mandat parlementaire, il est membre de nombreux organes de la Chambre, et notamment des commissions suivantes : Affaires constitutionnelles ; Culture (plus tard "Culture, Science et Education") ; Justice ; Education ; Commission spéciale pour la réorganisation du secteur de la radio-télévision ; Commission parlementaire pour la direction générale et la supervision des services de radio-télévision (la "Commission de supervision de la RAI").

## Source
- (it) Cet article est partiellement ou en totalité issu de l’article de Wikipédia en italien intitulé « Giuseppe Giulietti (politico) » (voir la liste des auteurs).